# Dewoitine D.33

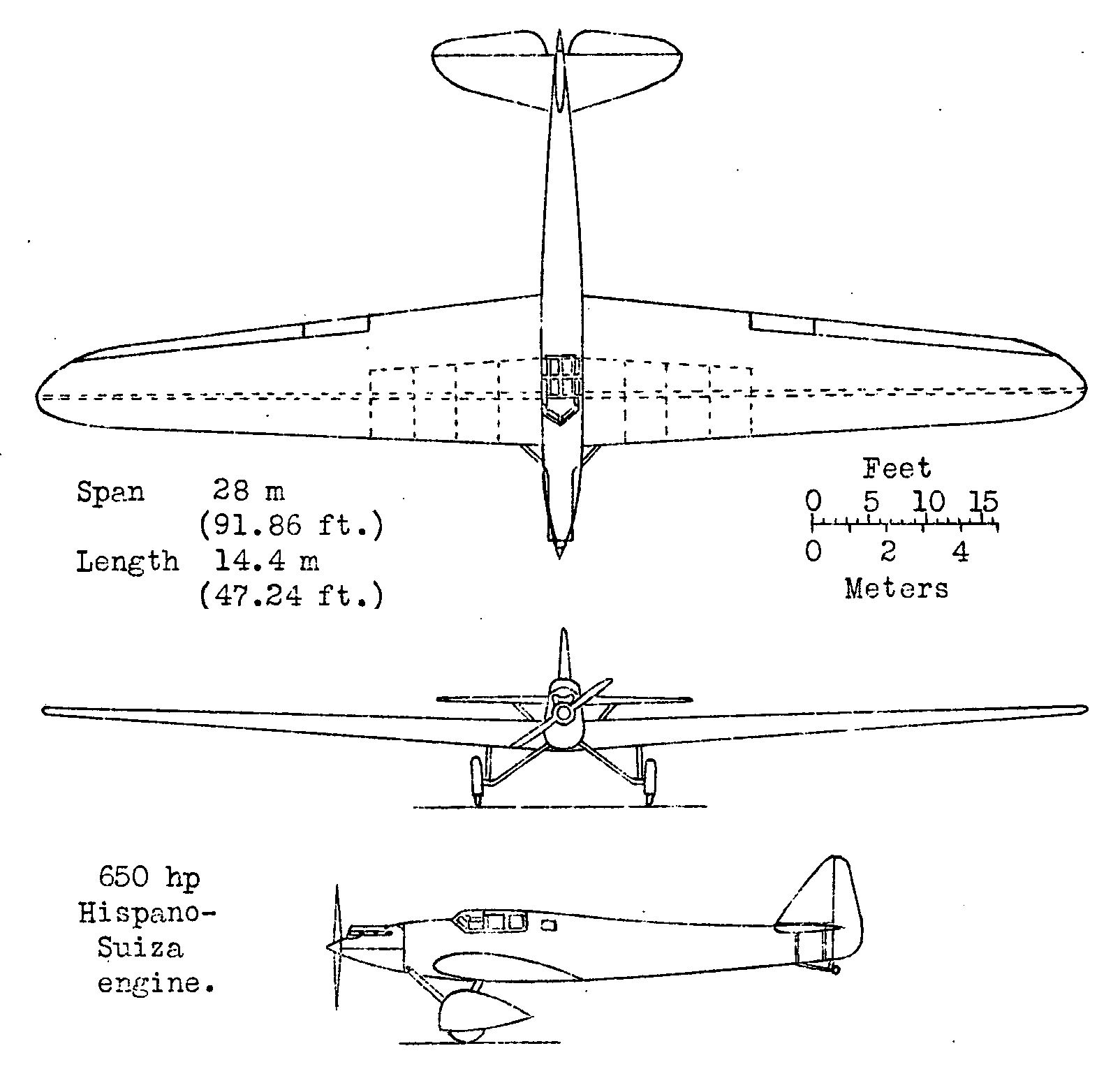
Vue 3 plans du Dewoitine D.33

Le Dewoitine D.33 « Trait d'union » est un avion de records, triplace et monomoteur, conçu en France dans l'entre-deux-guerres par Dewoitine et financé par François Coty. Deux exemplaires furent construits.